# Centaurea pseudo-rhenana
Centaurea pseudo-rhenana là một loài thực vật có hoa trong họ Cúc. Loài này được Gugler mô tả khoa học đầu tiên năm 1907.